# Chung Su Sing

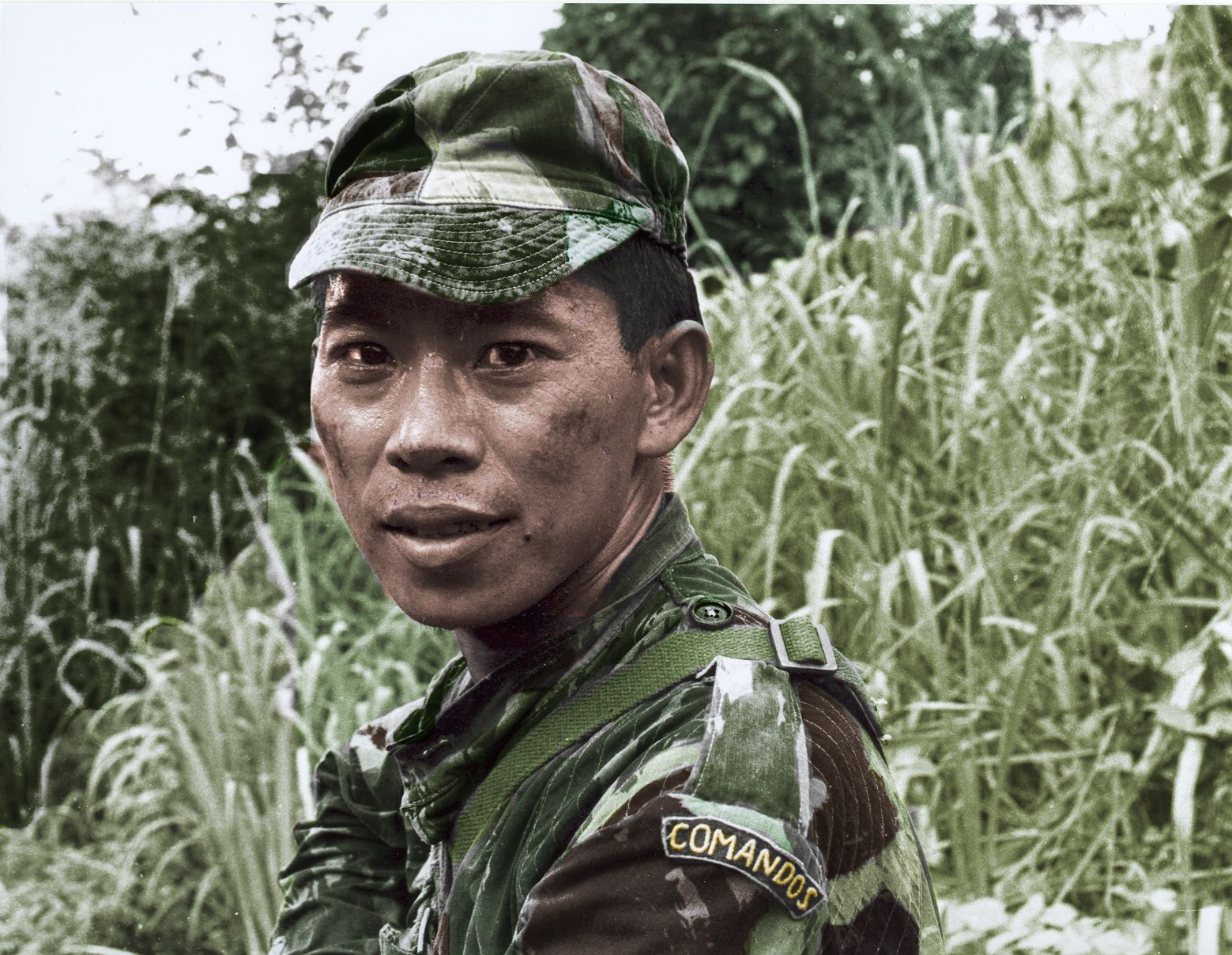
Chung Su Sing im Kolonialkrieg in Angola

Chung Su Sing (* 6. November 1935 in Portugiesisch-Timor; † 28. Januar 2022 in Lissabon, Portugal), bekannt als Coronel Chung, war ein portugiesischer Soldat und Polizist. Er war aktiver Soldat im Kolonialkrieg in Angola und Gründer einer Spezialeinheit der Polizei in Portugal.

## Werdegang
Chungs Familie gehört zu den Hakka der chinesischen Minderheit in der damaligen Kolonie Portugiesisch-Timor. Sie stammte ursprünglich aus Macau. Früh ging er nach Portugal, um eine militärische Laufbahn einzuschlagen. Am 1. November 1959 wurde er Fähnrich (Alferes) der Artilleriemiliz und war ab 3. November 1960 beim Regiment der Schweren Artillerie 1 (Regimento de Artilharia Pesada 1 RAP1) in Sacavém. Am 1. Dezember 1961 folgte die Beförderung zum Leutnant (Tenente) und am 1. Dezember 1963 zum Hauptmann (Capitão). Am 1. Oktober 1964 war Chung im letzten Jahr des Infanteriekurses an der Militärakademie (AM) und wurde der Infanterieschule (Escola Prática de Infantaria EPI) in Mafra zur praktischen Ausbildung zugewiesen.
Ab dem 21. Juni 1966 versah Chung seinen Dienst in Angola. Bis zum 30. September 1966 war er zur Ausbildung im 5. Ausbildungszentrum für Kommandos (CIC) der angolanischen Militärregion (RMA) und wurde dann Kommandant der Kampfgruppen der 6. Kommandokompanie (6ª Companhia de Comandos CCmds „AUDACES FORTUNA JUVAT“). Vom 30. August 1967 bis zum 20. November 1968 war Chung Kompaniechef. Nach ihrem erfolgreichen Einsatz bei der Operation Nova Luz gegen die MPLA in Angola wurde die Einheit in der Fazenda Margarida in Dembos stationiert. Von Januar bis März 1968 war Chung zudem Ausbilder in der zweiten Phase des Milizoffizierskurses im Kommandoausbildungszentrum (Centro de Instrução de Comandos CIC) in Luanda. Vom 18. April bis zum 24. Juli 1968 war er Ausbilder in der Ausbildungskompanie des CIC. Am 8. September 1969 kehrte Chung nach Portugal zurück.
Am 24. Oktober 1969 wurde Chung zum Kompaniechef des Ausbildungskorps der Militärakademie. Am 1. Juni 1972 folgte die Beförderung zum Major und die Ernennung zum Sicherheitschef der Einheit und Bataillonskommandeur. Nach der Nelkenrevolution und dem Ende der Diktatur war Chung von 1975 bis 1981 Kommandant der 1. Ausbildungskompanie des Kommandoregiments (Regimento de Comandos) Amadora. Am 1. Januar 1979 wurde Chung Oberstleutnant (Tenente Coronel). Es gibt Berichte, dass sich Chung in dieser Zeit mit Vertretern des osttimoresischen Widerstands gegen die indonesische Besetzung traf. Chung gilt als Unterstützer des Guerillakampfes der Osttimoresen gegen Indonesien. 1981 war er Berater des Büros des stellvertretenden Sekretärs für Sicherheit und des Gouverneursbüros in Macau.
Chung trat 1982 der portugiesischen Sicherheitspolizei (Polícia de Segurança Pública PSP) bei und war dort Gründer der Sondereinheit Grupo de Operações Especiais GOE. Die Einheit kommt in der Bekämpfung von Gewaltverbrechen und Terrorismus zum Einsatz. Sie wurde anfangs nur mit ehemaligen Soldaten aus Kommandoeinheiten und Fallschirmjägern besetzt. Am 31. Dezember 1984 erfolgte Chungs letzte Beförderung zum Oberst (Coronel). Am 27. Juli 1990 wurde er aus dem aktiven Dienst entlassen und am 31. Dezember 1995 in den Ruhestand versetzt.
Chung blieb dem Militär verbunden. 1994 war er Vizepräsident des Nationalen Vorstands der Vereinigung der Kommandosoldaten (Associação de Comandos). Zwischen 2015 und 2017 war er Mitglied des Obersten Rates der Multisäkularen Freundschaftsliga Portugal-China (Liga da Multissecular Amizade Portugal - China).
Chung starb 2022 in Lissabon. Unter anderem kondolierten Marcelo Rebelo de Sousa, Präsident Portugals, und Taur Matan Ruak, der Premierminister Osttimors.

## Auszeichnungen
Für seinen Kampfeinsatz in Angola erhielt Chung am 25. März 1969 das Cruz de Guerra, 2. Klasse und am 27. November 1970 die Medalha de Mérito Militar, 3. Klasse.